# Dr.MARIO & 細菌撲滅
『Dr.MARIO & 細菌撲滅』（ドクターマリオ アンド さいきんぼくめつ）は、Wii用サービス・Wiiウェア専用のアクションパズル。2008年3月25日のWiiウェアサービス開始と共に配信されたタイトルの1つである。『ドクターマリオ』とニンテンドーDS用ソフト『もっと脳を鍛える大人のDSトレーニング』に収録されている『細菌撲滅』の2つのパズルゲームがリメイクされ収録されている。ニンテンドーWi-Fiコネクションに対応。
2014年1月15日には、キャラクターをルイージに差し替え追加要素を加えたWii Uダウンロードソフト『Dr.LUIGI & 細菌撲滅』（ドクタールイージ アンド さいきんぼくめつ）が、2015年5月31日には、ニンテンドー3DSダウンロードソフト『Dr.MARIO ギャクテン!特効薬 & 細菌撲滅』（ドクターマリオ ギャクテン!とっこうやく アンド さいきんぼくめつ）が配信開始された。

## Dr.MARIO
本作はニンテンドーWi-Fiコネクションを利用したオンライン対戦に対応し、遠くに離れたプレイヤーと対戦ができる。また、対戦相手が本ソフトを購入していなくても、WiiConnect24を利用して「フレンドタイセン限定版 Dr.MARIO」をプレゼント（無料）することで対戦することができる。Wiiリモコン横持ちによる操作に加え、Wiiリモコン+ヌンチャク、クラシックコントローラー、ニンテンドー ゲームキューブ用コントローラーにも対応している。

### ゲームモード
基本的なルールについては「ドクターマリオ」を参照。
オリジナル
ビンの中のウイルスを全て消すとクリアとなる、ステージクリア型のモード。ゲームオーバーになるまでプレイできる。初期段階で選択できるレベルは20までだが、レベル20をクリアするとレベル21以降をプレイできる。ゲームオーバーになった際は同じレベルからコンティニュー可能（スピード「HI」状態ではレベル21以降不可）。ハイスコアはレベル単位になっており、持ち越しはできない。オプション設定により、マリオをMiiに変更できる（自動生成されたMiiを用いることもできる）。
VS COM
コンピュータ（COM）との対戦を行うモード。COMよりも先にウイルスを全て消すかCOMがゲームオーバーになった際に勝利となる。COMのレベルは3段階から選べる。連鎖や同時消しをすると、相手側のビンにハーフカプセルが最大4個まで落下する。キャラクターは1Pがプレイヤーデータに使われているMiiで、COMは自動生成されたMiiが登場する。
フラッシュ
相手よりも先にビンの中の光るウイルスを全て消すと勝利となるモード。ウイルスの数は3段階から選べる。
VS 2P
プレイヤー同士で対戦するモード。「オリジナル」と「フラッシュ」の2種類から選べる。キャラクターのMiiは自由に変更できる。
Wi-Fiタイセン
ニンテンドーWi-Fiコネクションに接続して、世界中のプレイヤーと対戦できるモード。「オリジナル」と「フラッシュ」の2種類から選べる。対戦結果により世界における自分のランクが決まる。

### その他
限定版送信
Wii本体に登録されている「フレンド」にWiiConnect24を介して「フレンドタイセン限定版 Dr.MARIO」を送信することができる。受信側にはWii伝言板にメッセージが届き、メッセージの右下の「はじめる」を選択するとダウンロードが開始される。Wi-Fiコネクションで登録されている製品版のプレイヤーのみ対戦でき、「オリジナル」と「フラッシュ」の2つのモードから選べる。フレンドタイセン限定版同士での対戦はできない。
操作方法と解説
操作方法、ルールの解説、テクニックを見ることができる。
オプション
キャラクターの設定、上ボタンで即落下の設定、プレイヤーデータのMiiの変更の3つの設定ができる。

## 細菌撲滅
『もっと脳を鍛える大人のDSトレーニング』に収録の「細菌撲滅」をWii用にアレンジしたもので、最大4人で協力プレイができる。Wiiリモコンで画面上のポインターを動かし、カプセルをポイントした状態でボタンを押すとカプセルが回転し、ボタンを押したままリモコンを動かすとカプセルを移動できる。カプセルを消した直後に落下中のカプセルをポイントすると移動させることができる。オンライン対戦には対応していない。
基本的な遊び方は「Dr.MARIO」の「オリジナル」モードと同じだが、難易度によって落下速度とカプセルの数が変化する。登場するキャラクターはプレイヤーデータに使用されているMiiの他、似顔絵チャンネルで作ったMiiも助手として登場する。Miiとウイルスをポインターに合わせてボタンを押すと、しゃべったり笑ったりする。

## Dr.LUIGI & 細菌撲滅
『Dr.LUIGI & 細菌撲滅』（ドクタールイージ アンド さいきんぼくめつ）は、2014年1月15日より配信を開始したWii U用ダウンロードソフト。『Dr.MARIO & 細菌撲滅』をベースにしているが、キャラクターがマリオからルイージに代わり、2つのカプセルをL型に組み合わせたL型カプセルが新たに登場する（従来のノーマルカプセルモードもある）。アメリカでは2013年12月31日に配信。

## Dr.MARIO ギャクテン!特効薬 & 細菌撲滅
『Dr.MARIO ギャクテン!特効薬 & 細菌撲滅』（ドクターマリオ ギャクテン!とっこうやく アンド さいきんぼくめつ）は、2015年5月31日より配信を開始したニンテンドー3DSダウンロードソフト。アメリカ・ヨーロッパでは同年6月11日配信開始。
従来シリーズの要素に加え、状況を一気に好転させることができる「特効薬」というアイテムが新たに追加された。
ローカルプレイ、ダウンロードプレイ、インターネットプレイに対応しており、2人で対戦できる。また、細菌撲滅は協力プレイの他、シリーズで初めて対戦プレイが可能になった。(インターネットプレイのみ非対応)

### ゲームモード
「Dr.MARIO」と「Dr.LUIGI」の1人用モードでは、特効薬なしでステージをクリアする従来通りのステージクリア型の「スタンダード」、特効薬を使用してゲームオーバーになるまで続く「エンドレス」、コンピュータと対戦する「VSCOM」(特効薬あり・なしを選択可能)、特効薬を使用してお題をクリアしながらルールを学べる「おためしギャクテン!特効薬」の4種類から選択できる。
Dr.MARIO
初代『ドクターマリオ』のように遊べる標準的なモード。
Dr.LUIGI
2つのカプセルをL型に組み合わせた「L型カプセル」が登場するモード。
細菌撲滅
ニンテンドー3DS本体を縦に持ち、タッチペンで操作するモード。このモードでは特効薬を使用できない。

### 特効薬
本作で新たに導入されたシステムで、特効薬をONに設定することで登場する。特効薬を使用するには特効薬ゲージを最大まで貯める必要があり、ゲージは時間が経つと徐々に増え、カプセルやウイルスを消すとより多く増やすことが出来る。特効薬ゲージが最大になると特効薬が次のカプセルに1つ出現する(使用できる特効薬はランダムで予告に出現する)。出現する特効薬は以下の通りである。
カプセルキエール
対応した色のカプセル、ウイルスと一緒に消すことで発動する。消すことで、対応した色のカプセルを全て消すことが出来る。Rは赤カプセル、Yは黄カプセル、Bは青カプセル、Zは全色のカプセルが消える(この特効薬のみ全色に対応している)。
ウイルスキエール
対応した色のカプセル、ウイルスと一緒に消すことで発動する。消すことで、対応した色のウイルスを全て消すことが出来る。Rは赤ウイルス、Yは黄ウイルス、Bは青ウイルスが消える。
ドーン
消したい場所に配置するとすぐに発動する。配置することで、対応した方向の一列にあるカプセルとウイルスを一緒に消すことが出来る。タテは縦一列、ヨコは横一列、タテヨコは十字に消える。
バクハツパワー
消したい場所に配置するとすぐに発動する。配置することで、爆弾が爆発した範囲内のカプセルとウイルスを一緒に消すことができる。
アベコベッサ(対戦モードのみ登場)
特効薬ゲージが最大に貯まった後、次のカプセルが出現すると自動で発動する。一定時間、相手をカプセルの左右操作を反対にさせる。
マワセンデ(対戦モードのみ登場)
特効薬ゲージが最大に貯まった後、次のカプセルが出現すると自動で発動する。一定時間、相手をカプセルの回転操作を禁止にさせる。
ハヨラッカー(対戦モードのみ登場)
特効薬ゲージが最大に貯まった後、次のカプセルが出現すると自動で発動する。一定時間、相手のカプセルの落下スピードを速くさせる。